# 乌泰

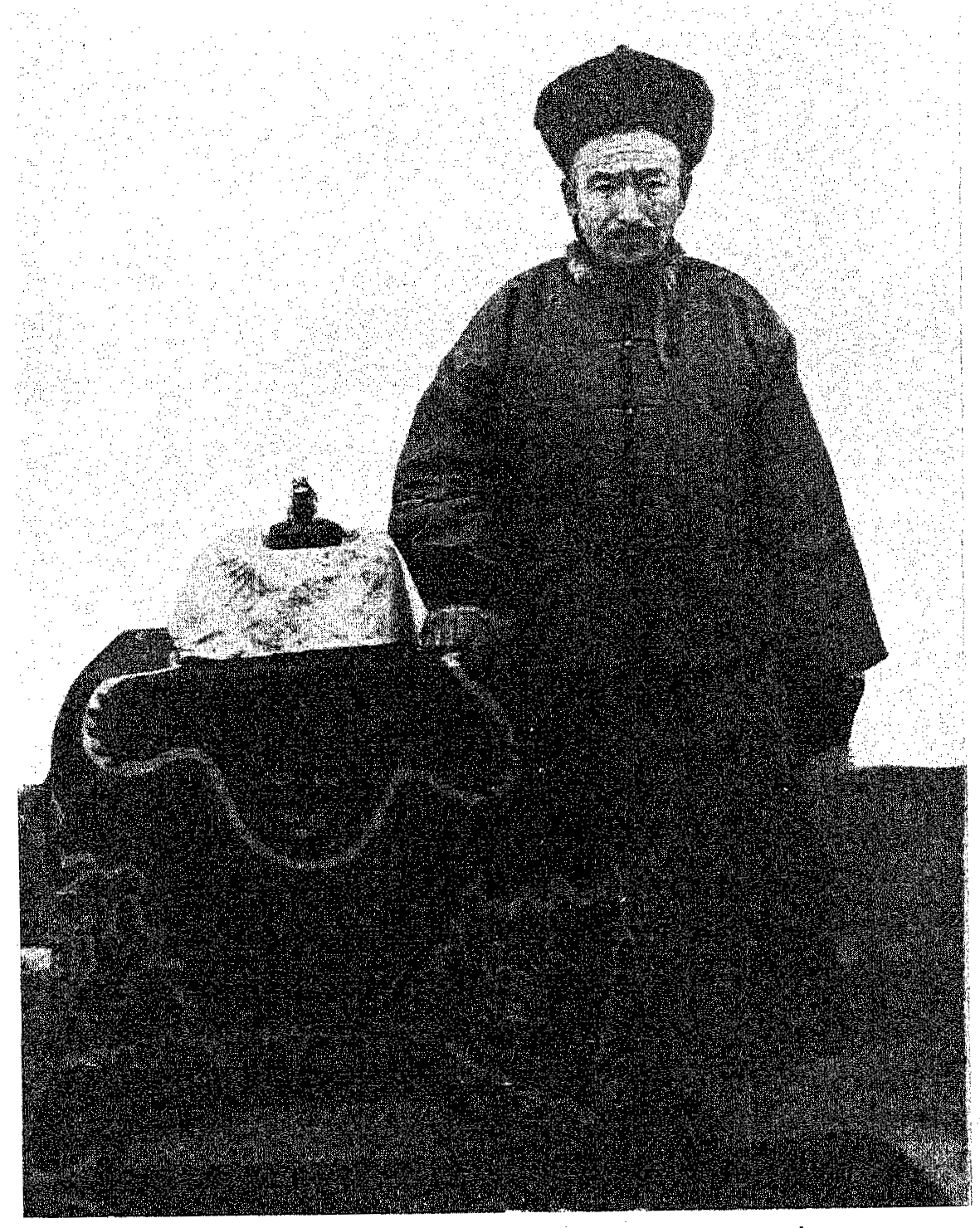
乌泰

乌泰（1860年—1920年5月6日），蒙古族，清末内扎萨克哲里木盟科尔沁右翼前旗人，扎萨克扎萨克图郡王。因信奉佛教，名字来源与五台山有关。

## 生平
乌泰早年曾出家当喇嘛。1881年札萨克图旗第十一世郡王去世时无子，由其哥哥乌泰还俗袭郡王爵位并任哲里木盟副盟长。由于袭爵问题在该旗贵族内部引起纠纷，加上私自放荒拓垦等问题，被该旗的协理朋束克巴勒珠尔以乌泰“敛财虐众，不恤旗艰”，向理藩院控诉，“缠讼十余年”，往返京师十四次；向清廷捐输3200两白银，每三年到京师值“京班”，欠债数十万两。1885年二月被赏戴三眼花翎。1894年二月被赏穿黄马褂。私自招租大量汉人和喀喇沁旗、土默特旗等外旗蒙民来开垦荒地，通过“押荒费”“荒价银”“地租”来解决财政困境。1899年因放垦问题被盛京将军依克唐阿暂时撤去札萨克印务、暂行留任，1900年六月被新任盛京将军增祺和理藩院撤销原决定恢复其札萨克职务，但撤去副盟长职。1901年沙俄政府派遣军官格罗莫夫深入哲里木盟的十旗“游历”，刺探蒙旗王公的政治动向，寻找和培植亲俄高层势力。八国联军侵华时，1901年札萨克图旗的蒙汉群众起而抗击侵入旗地的沙俄军，乌泰协助沙俄哥萨克骑兵镇压抗俄力量。各旗札萨克效尤乌泰，“相率丐俄军剿匪”:2-3，相继扑灭了境内的抗俄力量。乌泰私携官印潜往哈尔滨向沙俄当局致谢，“俄人为之备馆舍，具饮食复厚”，合影、“赠贻”:45—51。1902年经格罗莫夫介绍，乌泰与俄国驻华官员卡伊钦斯克试谈借款问题。沙俄驻远东的伯力总督哥罗德阔夫非常重视，认为这是对内蒙王公进行金钱引诱、灌输亲俄意识、制造蒙古独立的好途径，“赠快枪十二杆”。1902年五月，钦差大臣兵部尚书裕德到奉天查办哲里木盟盟长被杀事件，传乌泰擅离旗地之事到奉天问话，决定革去札萨克职留任三年以观后效的惩处，清廷奏准；裕德还拟定了《科右前旗领荒招垦章程》草案，整顿乌泰私放蒙荒钟的各种问题。乌泰在奉天期间，沙俄驻奉天外交官喀维钦斯克答应借贷20万卢布，呈报远东总督阿列克谢耶夫、沙俄政府并得到了批准。1903年正式放荒，一年内净得正价银449 738两，其中四成归乌泰个人所有。1904年从旅顺、奉天的华俄道胜银行拨款20万卢布贷给乌泰，四年为限，乌泰以全旗矿产、牲畜抵押。1906年夏潜往哈尔滨，向东清铁路公司总办霍尔瓦特处贷九万卢布，一年为期，“以旗界山林作抵”。以此为开端，沙俄贷给郭尔罗斯后旗札萨克十七万卢布，敖汉旗等也相继取得了贷款。沙俄以放贷为纽带，紧紧地控制了乌泰。沙俄军官、特工以乌泰的王府为据点，频繁地潜入哲盟各旗。俄籍蒙古人云丹，以经商为掩护，往来王府，偷偷地将“俄货枪械”运进旗地，“储王府售卖”，还通过乌泰关系和邻近各旗广为联系。乌泰“与俄交愈密”，“欲倚俄以为重”，“凡俄人与各旗之交涉，得乌泰一言，无不立解”。而沙俄亦欲靠乌泰“联络诸蒙”，策动东蒙古独立:45—51。1907年东三省总督赵尔巽察觉乌泰疯狂从沙俄借款之后，指派黑龙江将军程德全调查内情。1908年2月乌泰的借款到期无力偿还。洮南知府孙葆瑨查明乌泰欠俄债60余万元，向奉天省署呈报《乌泰私借俄债以全旗地产抵债文》。清廷命东三省总督徐世昌处理。徐世冒指令蒙务局督办朱启钤会同孙葆瑨调查，积欠京债永盛号、万庆号、义盛公三家本息一十万二千两，俄债二十万卢布合银本利三十八万四千三百六十两，欠杜尔伯特旗和黑龙江省署八万一千两，四项计五十六万七千三百六十两。认为乌泰“不顾利害”，“自应严加惩治”，但清政府畏惧沙俄“从中干予、庇护”，乃决定“由国家代为归还”。1908年十月，滨江道施肇基与霍尔洼特交涉乌泰所欠各债由国家代付，由于所欠为私债，所抵押的土地山林是国家疆土和旗民公共财产，“政府不予承认”，印据无效，如不接受免息代偿条件，私债必由乌泰本人偿还，将永无还清之日。霍尔瓦特耽心丢掉这笔钱，只好接受了还本卢布（免息81400两）的偿还办法。滨江道与俄方议定从1908年十二月起三个月内在哈尔滨交付。至此，乌泰俄债事件结束。事后，清政府照会各国使馆，今后外国人私自与蒙旗订立借贷契约者政府概不承认。理藩部向内外蒙王公发出警告，今后不得私与外人发生债务关系。1909年二月，大清银行付二十九万卢布代乌泰偿还俄债:49—51。乌泰将本旗租赋、路矿及放荒等项收入，做为归还大清银行四十万两白银贷款的抵押，京债全部免除；每年给乌泰俸禄银1500两，额外支2000两度用。 
1907年日俄签订了第一次《日俄协定》（公开）和《日俄密约》，确定了日俄各自势力范围。哲里木盟的郭尔罗斯后旗、杜尔伯特旗、札贲特旗、镇国公旗、札萨克图旗（大部分）等划入沙俄的势力范围。日本保证，不在沙俄势力范围内谋求权益，并承认沙俄在外蒙古有“特殊利益”。 
辛亥革命后，1911年12月外蒙古宣告独立，成立大蒙古国，活佛哲布尊丹巴登基为博克多汗。俄罗斯哥薩克协助外蒙军队攻占了乌里雅苏台，策动了呼伦贝尔部独立，攻陷了科布多城。外蒙古宣布独立后，向内蒙古王公发布“劝降文告”，公开宣称：“外蒙为了独立，屯兵积饷已垂半载”，财政不足有俄国“借款”，现“军政两费均已充实”。鼓动内蒙古王公“一体归顺”，同时发布了归顺《优待条件》八项。派出陆军部副大臣陶什陶（原郭尔罗斯前旗台吉，起兵反清失败后于1910年投俄）率骑兵千余南下劝诱、威吓内蒙各王公。1912年初，乌泰派协理台吉诺庆额（即色楞旺保）、王爷庙（普佑寺）锡勒图喇嘛布和布彦、梅伦齐默特色楞做为代表到库伦，与博克多汗的政府联络谋求军事和财政援助。又派四等台吉托托什呈递《蒙旗情欲投降蒙古国折》，表示本旗葛根六世活佛、札萨克郡王乌泰以及台吉甲丁人等二十万，“情愿投降” 、“情愿报效”。哲布尊丹巴表示“武力兵器，尽量援助”，并即任命乌泰为“进攻中华民国第一路军总司令”。七月开始按《丁册》到各屯强制抽丁成军，规定“各蒙户三丁抽二，二丁抽一，一丁二户抽一，各带枪马粮食”，各蒙丁本月初七（即公历8月19日）到王府集合，“违者以军法论处”。乌泰从8月8日起到二十日之前，连续向蒙民发布《札饬》、《晓谕》、《通饬》等文告，宣布“本旗将及二十万人结为一体，毫无退志，共愿趋向库伦” ，命令“各户良马快枪赶速备齐”，“驱逐本旗府县民官，保固疆土”。8月17日向洮南府、开通县、靖安县发出最后《移知》，命令府县官兵和汉民农商各界，立即出境回省，否则将发动兵力驱逐。与此同时挑出了蒙古国赏赐的亲王旗及其他五种旗帜。1912年8月乌泰联合科尔沁右翼后旗、扎赉特旗等的蒙古王公组织军队并宣称“东蒙古独立”。分三路行动，企图攻取靖安县（今白城子）、醴泉县（今突泉）和洮南府（今洮安），并约札赉特旗、图什业图旗、镇国公旗同时举事。乌泰指定王爷庙锡勒图喇嘛布和布彦为中路元帅，那孙德格吉勒胡为副，硕代喇嘛图布新阿木尔为参谋，由王府出发直指洮南府；葛根喇嘛为左路统领，协理巴图吉尔嘎拉为副，乌勒木吉为参谋，从葛根庙进攻白城子；嘎钦喇嘛为右路统领，孟和朝克图为副，布呼吉尔嘎朗为参谋，从嘎钦庙进攻突泉并夹攻洮南。命周福堂、陈辅廷（外旗蒙古人，地方富绅）为统领的壮丁队伍为后路，负责后方治安并办理筹备粮秣支应前线等事宜。1912年8月19日，袁世凯大总统颁布《蒙古待遇条例》九款，正式照旧延续内外蒙古王公贵族、呼图克图、喇嘛的封建特权制度。8月20日（七月初八）乌泰公开散发了《东蒙古独立宣言》：“我自中国革命、库伦独立以来，严守中立，只能保全领土权利。近察中国的形势，废孔孟之道，主张殖民蒙古。即废孔孟之教，岂能独保存佛教；蒙古人以畜牧为业，如中国殖民，即夺取蒙古人之业，共和实有害于蒙古。今库伦皇帝派员劝导加盟，并由俄国供给武器弹药，兹宣告独立，与中国永绝，旨在保存蒙古的权利，并无他意。”各路叛军广出布告，大意：“大蒙古哲布尊丹巴博克达皇帝明降谕旨，力图清理蒙疆，这是天时劫数，所以佛爷出马挂帅。所有汉官营伍，一律驱逐出境，士农工商民众，其各安业如常。”沙俄策动哲里木盟王公“独立”，叛乱势力越过洮儿河，直接触及了第一次日俄密约所规定的日本在东北的权益。
北洋政府接到洮南摄理知府欧阳朝华报告后，指示“若再隐忍，势必牵涉全盟，即三省亦无宁日”。奉天都督赵尔巽决定在奉天（今辽宁沈阳市）成立军政筹备处，在昌图设立兵站部；命驻郑家屯的奉天后路巡防队统领吴俊陞带马步十营及山炮一营出兵平叛；都统金寿山部为后续部队；电请黑龙江都督宋小濂派兵在嫩江西岸警戒，并进攻镇国公府；电请吉林都督陈昭常派兵进至伯都讷方向，监视沙俄军动向，并经安广夹攻札萨克图旗（乌泰王府）；命新民屯第二十镇抽调步、骑、炮、工兵共二千人（携大炮九门），第二十四镇调骑兵一个旅及右路巡防队四营，溯辽河北上，至郑家屯集结待命。镇国公旗札萨克拉喜敏珠尔响应叛乱，1912年八月二十日袭击鎮東縣纵火烧房抢劫。8月22日，吴俊陞率马队三营600骑兵驰援收复鎮東縣，“毙蒙兵23名，夺获快枪5杆”。乌泰将叛军集结到洮儿河南岸，准备进犯洮南府。洮儿河是日俄划定的势力范围的分界线。8月23日晚吴俊陞率部赶回洮南。1912年九月八日吴俊陞发动攻势，乌泰的中路军大败，喇嘛们刀枪不入的“神灵”未起效，溃军向归流河以北奔逃，左右两路闻风自败。吴俊陞部相继收复嘎喜喇嘛庙、白虎店（今蛟流河乡蛟河村白虎店屯）、靖安、瓦房等城镇。黑龙江都督宋小濂按照北洋政府电令出兵镇压，派第一混成协协统许兰洲率马步四营、炮兵一队，进攻镇国公府，叛军逃往札萨克图旗境内的后方基地葛根庙。9月13日吴部追到葛根庙，并在葛根庙南孟西哈达（即高峰）上，架起了大炮。第一炮就落在庙院中心开花爆炸，接着连续开炮，把大殿西南角打塌，把殿脊上的铜顶也给打下来了，并杀伤了一些人。当夜，叛军裹挟4万余人从葛根庙逃向乌泰的格格庙王府（王爷庙南三十里的丛山内，现凌家店）。1912年9月13日，黑、吉两省军队总攻乌泰王府，乌泰见大势已去，和葛根六世活佛、布和布彦等率部近千人经索伦山逃往呼伦贝尔，由沙俄驻海拉尔领事安排，11月抵达外蒙，任大蒙古国司法部副大臣。图什业图旗未予响应。扎赉特旗在哈尔滨向沙俄洽购长枪1300支，连珠枪50支，子弹110万发，交定银一万两。但旗札萨克巴特玛喇布坦年幼，并无实权，于9月6日和母亲抵达齐齐哈尔面见黑龙江都督，12日宣告扎赉特旗取消独立，解散所有旗丁，交出所有“库逆伪札”，和平解决。杜尔伯特旗得到连珠枪500支，子弹15万发。1912年十月扎赉特旗用牛车从运回“别列达”枪八百支，十万发子弹，走到札萨克图旗境内满洲屯（位于王爷庙西北约100公里）时，闻知乌泰兵败，把枪弹埋在山里，叛乱流产。
1912年9月19日，北洋政府发布《革科尔沁右翼前旗札萨克郡王乌泰世爵》决定，指出了乌泰的叛国罪状，号召被乌泰裹胁的群众“能释兵来归，其原有产业者仍准享有，决不苛求。其原无产业者，应予设法安置”。1912年9月北洋大总统任命反对叛乱的乌泰叔父彭束克（朋斯克巴勒珠尔）、乌思呼布彦两人分任札萨克图旗、镇国公旗的临时札萨克。吴俊陞部大小战斗24次，共计毙乌泰叛军647名，生擒释放762名，缴获枪炮233件，官军阵亡23人，伤39人，死于战乱的各族群众2500多人，被毁房屋500多间。据《镇东县志》记载：“商民之被难者男女凡300余人”“焚毁百姓房屋200余间”。
乌泰残部向开鲁县境流窜。郭尔罗斯后旗台吉多尔济起而叛乱。昭乌达盟扎鲁特左翼旗台吉官布札普逮捕本旗札萨克多布柴、杀死福晋，纵火焚烧王府，举事叛乱。扎鲁特右翼旗、阿鲁科尔沁旗等的蒙古贵族参与叛乱。1912年十一月下旬开鲁县城失守，拉喜敏珠尔到开鲁会合。十一月底热河政府军出击收复了开鲁。陶什陶指挥八千外蒙军在达里戛崖牧场集结准备援助东蒙叛军。沙俄受日俄密约制约：若直接干涉，“俄国势将与华与日，发生极严重之冲突”，何况“俄国又因与日曾结有‘势力范围条约’之故，当然不能不受束缚”。1912年11月，前沙俄驻华公使廓索维慈带沙俄拟定的条约草案和十万卢布活动费抵达库伦签订了《俄蒙协约》和《商务专条》，后又订立了有关铁路、矿山、电线等条约，控制了外蒙的军事、财政和经济命脉。乌泰在东蒙发动的叛乱彻底失败后，吉林都督陈昭常1912年10月28日在长春的西南路道道署召开了“哲里木盟十旗王公会议”（“第一次东蒙王公会议”），与会的十五名王公或其代表经讨论做出了“赞同共和政体”、反对外蒙“独立”等十项决议；会后哲里木盟盟长齐默特色木丕勒发出通电，“俄国此等举动实欲用诳骗手段，乘机攫取蒙古。”，宣告本盟十旗均不承认《俄蒙协约》，均赞成共和。
1913年沙俄又向外蒙古政府提供了数万支步枪和数百万发子弹，帮助建立了“蒙古旅”，纵恿外蒙向西二盟即伊克昭盟、乌兰察布盟进攻。哲布尊丹巴宣称要将“内蒙六盟二十四部一律荡平”，组成了外蒙“远征军”，由蒙古總理那木囊蘇倫（三音諾顏汗）任总司令。1913年初兵分五路，向内蒙古西部二盟和东部锡林郭勒盟、昭乌达盟进攻，史称“牛年之乱”。乌泰指挥四百多人从锡林郭勒盟潜入索伦山，四出搜罗叛乱人员，掠夺粮草，遣派间谍，企图“青草长盛时”攻打洮南府。然而已经时变境迁，从附者甚微。1913年九月，北洋政府出动3万多军队驱逐蒙古军队，收复失地。
第一次世界大战爆发后，沙俄兵力投向欧洲主战场。1914年9月8日，中俄蒙三方代表团在恰克图开始会谈蒙古问题。乌泰代表蒙方参加中俄蒙恰克图谈判。1915年正月初七，蒙古代表团主要成员外务大臣杭達多爾濟突然“七窍流血而死”；乌泰的亲信布和布彦喇嘛也下场类似。1915年六月经过48轮谈判，签订《中俄蒙协约》（即《恰克图协约》），承认中华民国对外蒙古的“宗主权”，外蒙作为中国领土的一部分，取消“独立”实行“自治”。北洋政府发表了对内蒙古参与叛乱者“赦罪”的“专使照会”。此后乌泰、海山、科右后旗札萨克拉喜敏珠尔等返回故土。1915年9月20日乌泰抵达海拉尔。10月15日到齐齐哈尔见黑龙江都督朱庆澜，其兵丁武装发给安置费2万元遣散，获进京路费1千元。按朱的要求，10月18日从齐齐哈尔出发，10月29日抵达北京觐见。11月4日开复其郡王爵，15日受袁世凯大总统接见，25日在南锣鼓巷井儿胡同（今景阳胡同）赐宅一所，任命为总统府二级军事顾问、蒙藏院参事。
1920年在京宅病逝。其子巴雅斯固朗向北洋政府报告后，北洋财政部拨给其年俸1200两白银作为“赙银”，蒙藏院派出翊卫使参加祭奠，按照惯例致祭品牛犊一头、羊六只、酒七瓶。遵遗嘱葬于山西五台山。